# إخوة في الحرب
إخوة في الحرب هو فيلم وثائقي صدر عام 2009 من إخراج جيك راديماخر وإنتاج راديماخر ونورمان إس باول. يتتبع الفيلم العديد من الجنود الأمريكيين في حرب العراق. المنتجون التنفيذيون للفيلم هم الممثل والمخرج والحائز على وسام المواطنين الرئاسي غاري سينيز والحائز على وسام الخدمة العامة المتميز من وزير الدفاع ديفيد سكانتلينج. فاز فيلم "الإخوة في الحرب" بجائزة أفضل فيلم وثائقي في مهرجان جي آي السينمائي لعام 2008. يضم الفيلم موسيقى تصويرية أصلية من تأليف لي هولدريدج وأغنية أصلية بعنوان "Brothers in Arms" من تأليف جون أوندراسيك من فرقة Five for Fighting.

## ملخص
يسعى صانع الأفلام جيك راديماخر إلى فهم دوافع وتضحيات وخبرة شقيقيه الأصغرين، إسحاق وجو، أثناء خدمتهما في العراق. يصور الفيلم الثمن الباهظ الذي يدفعه الآباء والأشقاء والزوجات وأطفال الجنود بسبب العمل المهدد للحياة والانفصال. ومع تطور الفيلم، يتبين أن الدافع الأساسي لجيك هو إثبات نفسه لإخوته، ولنفسه. فكر جيك في الانضمام إلى الجيش عندما كان شابًا، لكنه لم يكن أبدًا مرشحًا للاختيار. بعد مرور عام واحد، كان إسحاق مجتهدًا ورياضيًا وكشافًا، وعُرض عليه القبول في ويست بوينت. جو أصغر من الصبيين الأكبر سناً بعدة سنوات، وقد انضم إلى الجيش. في العراق، يقوم جو بمهام المراقبة كقناص. على الرغم من عدم كونه تحت قيادته، انتهى الأمر بجو إلى الخدمة في الفرقة 82 المحمولة جواً، وهي نفس الوحدة التي يخدم فيها إسحاق كضابط.
يتتبع الفيلم جيك عندما يصل إلى العراق في وحدة إسحاق. جيك يشكل بعض التشتيت لإسحاق، الذي يمنحه منصبًا مدمجًا مع إحدى وحداته. يتوجب على جيك التكيف مع الحياة في منطقة القتال، ويخرج مع قوات الاستطلاع على الحدود السورية ويزور "مواقع الاختباء" للقناصة في المثلث السني . بعد شهر من العمل الآمن إلى حد ما في الريف، يعود جيك إلى المنزل. هناك أدرك أن ما جمعه لم يتمكن من سرد القصة التي كان يبحث عنها. يعود إلى العراق، حيث ينضم إلى وحدة عراقية واجه مستشاروها العسكريون الأميركيون بعض العناصر المنضمة من قبل ولا يثقون به، ويطلقون عليه لقب "جوني بريس". مع هذه الوحدة، يتعرض راديماخر لإطلاق النار، ويواجه الضحايا، ويطور تقديرًا للالتزام والخسارة. عند عودته إلى المنزل للمرة الثانية، أصبح لدى جيك تفاهم أفضل بكثير مع شقيقيه.

## الممثلون
- محمود حامد علي في دوره
- إدوارد أليير في دوره
- زاك كورك في دوره
- دانيل فيلدز في دورها
- بن فيشر في دور نفسه
- كيفن كينيستون في دوره
- فرانك ماكان في دوره
- براندون "مونجو" فيليبس في دور نفسه
- كلاوس راديماخر في دوره
- إسحاق راديماخر في دوره
- جيك راديماخر في دوره
- جيني راديماخر في دورها
- جوزيف راديماخر في دوره
- روبرت سمولوود في دوره
- كيفن تيرنر في دوره

## روابط خارجية
- الموقع الرسمي
- إخوة في الحرب  في قاعدة بيانات الأفلام على الإنترنت (بالإنجليزية)